# سوق الظلام

سوق الظلام 1964

سوق الظلام، وهو سوق قديم في مدينة بنغازي يتوسط ميدان الحدادة وسوق الجريد من الشرق، وميدان البلدية والمسجد العتيق من الغرب. حل به حريق سنة 1906م الذي أدى إلى تدميره، وأزيل في أبريل 1986 لأسباب مجهولة، رغم قيمته التاريخية.